# Zanskar
Zanskar je region v jihozápadní části indického svazového teritoria Ladak (okres Kárgil), který má rozlohu okolo 7000 km². Leží v povodí stejnojmenné řeky, která je přítokem Indu. Zanskarské hory patří k systému Himálaje a území leží v nadmořské výšce 3500–7135 metrů (nejvyšší hora Nun Kun). Podnebí je chladné a suché, sníh leží až osm měsíců v roce a teploty v zimě klesají až na -40 °C. Žijí zde vzácní živočichové jako irbis, kozorožec sibiřský a nahur modrý.
Zanskar je obtížně přístupnou a řídce osídlenou oblastí, žije zde okolo 14 000 obyvatel. Největším sídlem je Padum. Většina obyvatel vyznává buddhismus, menšinu tvoří muslimové. V Zanskaru se nachází množství klášterů, které jsou turistickými atrakcemi. Domorodci se živí pastevectvím jaků a závlahovým pěstováním ječmene. V odlehlých vesnicích se dosud praktikuje tradiční polyandrie.
Název Zanskar znamená v překladu „země bílé mědi“. Od desátého století byla oblast součástí království Guge. V roce 1823 ji jako první Evropan prozkoumal Sándor Kőrösi Csoma.